# Хіналузці
Хіналу́зці (хіналуги, хинализці, кетшійці) — невеличкий народ на північному сході Азербайджану, жителі села Хиналиг (азерб. Xınalıq, хіналуз. Хыналыкъ), від якого й отримали свою назву. Раніше офіційно використовувався російський варіант назви села Хіналуг (рос. Хиналуг). Самі ж хіналузці називають своє село Кетш (хіналуз. Каьтш), себе — кетш халх (буквально «кетшійський народ»), або кеттіддур («односельці»), а свою мову — кетш міц («кетшійська мова»).
Достатньо ізольований спосіб життя, який ведуть хіналузці, пов'язаний з географічним розташування їхнього села і традиціями ендогамії народу. Він сприяв збереженню цього унікального етносу з власною специфічною матеріальною й духовною культурою.
Часто хіналузців разом із двома іншими малими народами-сусідами (кризами і будухами) об'єднують у так звану шахдазьку групу народів, за назвою гори Шахдаг, поблизу якої вони розселені.

## Розселення
Більшість хіналузців живе в аулі Хиналиг, розташованому високо в горах на заході Губинського району (азерб. Quba rayonu) Республіки Азербайджан (у радянські часи район називався Кубинським). Відстань до районного центру Ґуба (Куба, азерб. Quba) становить близько 70 км. Селище розташоване у важкодоступному районі на північних схилах Великого Кавказу. Воно стоїть на схилі гори Гизилгая (азерб. Qızılqaya dağı) на висоті 2100—2300 метрів над рівнем моря. Це найвища позначка серед усіх населених пунктів Азербайджану.
Хиналиг — це своєрідний острів посеред гір. На північ від села здіймається Гизилгая, висота якої становить 3725 метрів над рівнем моря, на північному заході височіють могутній Шагдаг (азерб. Şahdağ, 4243 м, «цар-гора») і Базардюзю (азерб. Bazardüzü dağı, 4466 м), найвища вершина Азербайджану, на південь знаходиться гора Хиналигдаг (азерб. Xınalıq dağı, 3730 м), на схід — гора Турфандаг (азерб. Tufandağ, 4191 м, «гора-буревій»).

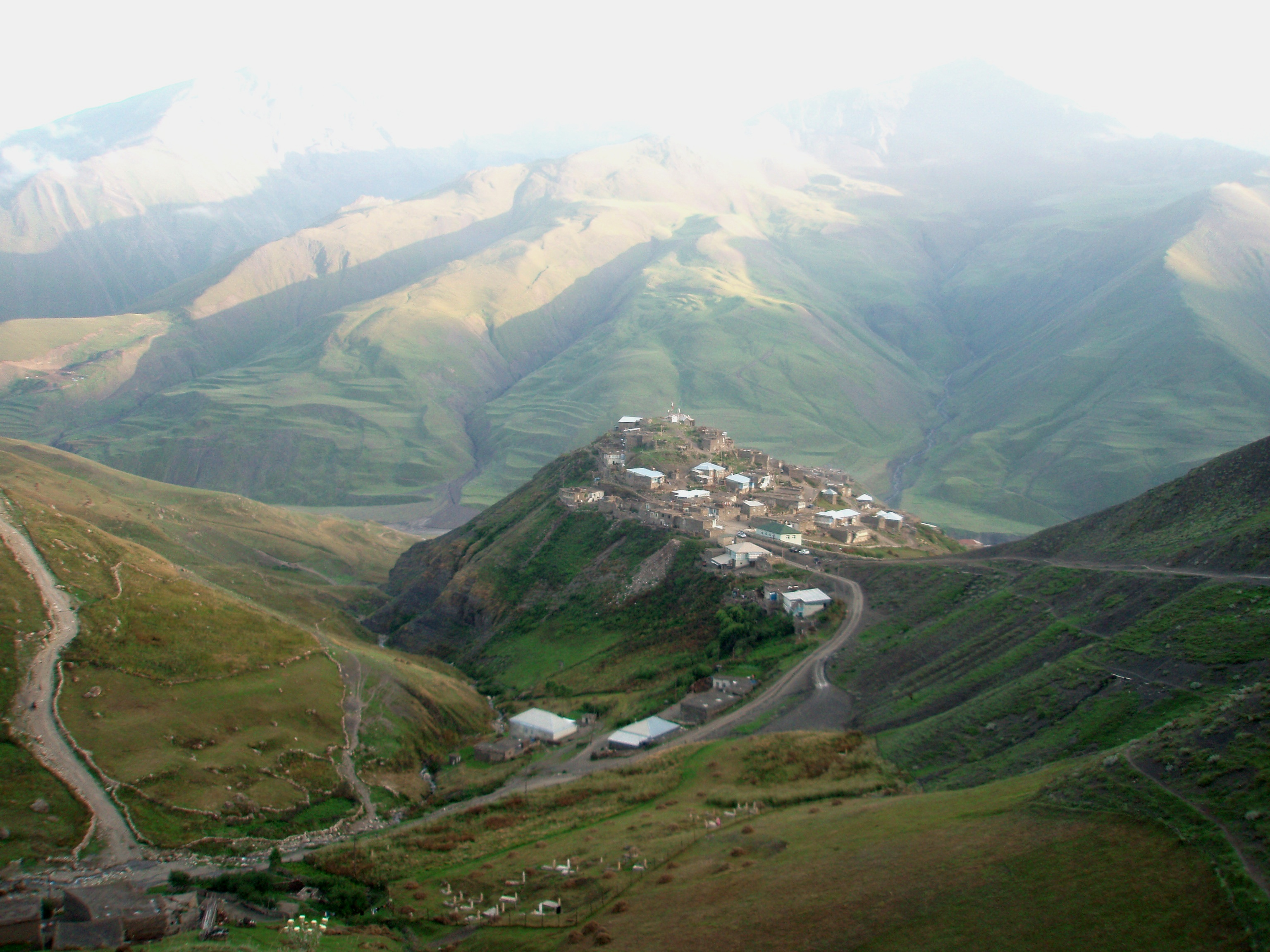
Село Хиналиг — «острів» серед гір

До кінця 1960-х років аул був практично ізольованим від решти світу, дорога обривалась біля останнього азербайджанського села Галайхудат. Відстань до найближчого населеного пункту становить не менше 10 км. Коли дорогу подовжили, сполучення покращилось, але через сніг та дощ дістатися Хиналигу автомобілем протягом більшої частини року все одно було неможливо. 2006 року дорогу значно розширили і вкрили асфальтом, проте їздити нею все ще небезпечно. Взимку дорогу замітає снігом шаром у 3—4 метри.
Адміністративно Хиналиг разом із сусіднім селом Галайхудат (азерб. Qalayxudat) утворює Хинализький муніципалітет (азерб. Xınalıq bələdiyyəsi).
За межами Хиналигу найбільша група хіналузців живе в селі Владіміровка (азерб. Vladimirovka, інша назва Гюлюстан, азерб. Gülüstan) поблизу райцентру. Живуть вони також у самій Губі та в інших селах Губинського району: Даглі (азерб. Dağlı), Карачай (азерб. Qaraçay), Алексєєвка (азерб. Alekseyevka), Ашагі-Атуч (азерб. Aşağı Atuc) та ін., у селищі Вандам (азерб. Vəndam) Габалинського району (азерб. Qəbələ rayonu), а також в містах Габала (азерб. Qəbələ), Хачмаз (азерб. Xaçmaz), в окремих селах Хачмазького (азерб. Xaçmaz rayonu) і Кусарського (азерб. Qusar rayonu) районів, у містах Гянджа (азерб. Gəncə), Баку (азерб. Bakı), Сумгаїт (азерб. Sumqayıt). Невелике число представників народу живе також у Росії, зокрема Москві, Уфі, Сургуті та інших містах.

## Чисельність
Перші наявні статистичні дані стосовно чисельності хіналузців датовані 1886 роком. Тоді населення селища Хіналуг становило 2 167 осіб, із них 1 182 чоловіків і 985 жінок, 359 домогосподарств. Всі вони були хіналузцями, представників інших національностей у Хіналузі зафіксовано не було.
Перепис населення Радянського Союзу 1926 року зафіксував лише 105 хіналузців, всі вони жили в Азербайджані; серед них було 74 чоловіки і 31 жінка, всі сільські жителі.
Після сумнівних даних 1926 року хіналузці більше не значились у переписах населення СРСР, їх перестали визнавати як окрему етнічну групу і зараховували до складу азербайджанців. Не згадувались вони й у переписі населення вже незалежного Азербайджану 1999 року. Тому динаміку чисельності народу встановити важко; існують лише оцінні дані, які часто сильно різняться між собою: від 1 тис. (Salminen, 2007) до 10 тис. (неофіційна оцінка, 2001).
Перепис населення 1970 р. зафіксував 1 754 жителя селища Хіналуг, враховуючи етнічний характер його населення, майже всі вони були хіналузцями.
2000 року у селі Хиналиг жило 1 749 осіб, ще близько 650 хіналузців проживало в селі Владіміровка Губинського району.
Перепис населення, проведений в Азербайджані 2009 року, зафіксував, що в країні жило 2,2 тис. хіналузців (0,02 % населення країни). З них рідною мовою володіло 97,4 %, азербайджанською 99,9 %, російською 0,9 %, англійською 0,1 %. У Губинському районі жило 2 177 хіналузців, і вони складали 1,43 % населення району. У Хачмаському районі їх було зафіксовано 36 осіб, у Гусарському — 20 осіб, у даних по Габалинському району хіналузці не значаться. Виходить, що за 123 роки чисельність народу практично не змінилася.

## Мова
Говорять хіналузькою мовою, яка займає особливе місце серед нахсько-дагестанських мов.
Хіналузька мова має декілька варіантів писемності, зокрема на базі кирилиці і на базі азербайджанської латинської абетки, але жоден з них не знайшов широкого використання. Не в останню чергу, це пояснюється тим, що хіналузька мова має надзвичайно багату фонетику й складну морфологічну структуру.
Основною літературною мовою і мовою навчання, засобів масової інформації для хіналузців є азербайджанська мова. Така ситуація, в поєднанні з тим фактом, що хіналузька мова має обмежене число носіїв, стала причиною того, що її зараховують до числа мов, які перебувають на межі щезання. Проте позиції хіналузької мови в селищі Хиналиг лишаються досить міцними, що засвідчили, зокрема, дослідження, проведені лінгвістом Джоном Кліфтоном (англ. John M. Clifton) в серпні 2000 р. з колегами з Північно-Євразійської групи Літнього інституту лінгвістики (англ. North Eurasia Group of the Summer Institute of Linguistics) під егідою Інституту міжнародних відносин Академії наук Азербайджану (англ. Institute of International Relations of the Academy of Sciences of Azerbaijan).
Було встановлено, що жителі Хиналигу позитивно ставляться до рідної мови, вони активно користуються нею у спілкуванні з односельцями на вулиці, в чайхані, в магазині, в мечеті, на роботі під час колективної праці, на весіллях і похоронах. Вдома хіналузці спілкуються практично суто хіналузькою. Навіть у школі поза межами класної кімнати неформальне спілкування часто відбувається хіналузькою мовою. Вчителі тут місцеві, і хіналузька для них є першою мовою. Дівчата з інших сіл, що виходять заміж у Хиналиг, приблизно за рік зазвичай вже говорять вдома хіналузькою. Рідну мову хіналузці використовують і спілкуючись між собою за межами села, наприклад, на автостанції в Губі, хоча при цьому люди, що знаходяться поруч, не розуміють їх.
У 1993 —1999 рр. у перших чотирьох класах хинализької школи проводили уроки хіналузької мови. Підручники склав Рагім Алхас (азерб. Rahim Alxas, хіналуз. Раьхіим Алхас), на той час директор місцевої школи. Проте невдовзі ця практика припинилася. Причиною, як вважають, була відсутність зацікавленості батьків учнів, для яких важливішим є добре вивчити дітей читати й писати азербайджанською. Засвоєння кириличної хіналузької абетки ускладнювалось ще й через офіційне відновлення латинської орфографії для азербайджанської мови в 1991 році. Рівень грамотності рідною мовою в Ханализі лишається дуже низьким. Небагато дорослих можуть читати хіналузькою, навіть деякі з учителів важко справляються з цим завданням.
Давно помічено, що жителі села Хиналиг мають високий рівень знання азербайджанської мови. Її державний статус в країні визначає й її позиції в Хинализі. Азербайджанська є для хіналузців літературною мовою та мовою спілкування із зовнішнім світом. Нею користуються під час офіційних та освітніх заходів, звертаючись до сторонньої людини, перебуваючи за межами села, а також у листуванні, написанні ділових паперів тощо. Викладання в хиналицькій школі завжди велося азербайджанською. Це сувора політика: під час шкільних занять вчителі та учні говорять суто азербайджанською. Часто, приходячи в перший клас, діти погано володіють державною мовою, але через 2—3 роки вони вже можуть вільно спілкуватися нею. Як правило, в заможніших сім'ях вдома більше говорять азербайджанською. Загалом чоловіки краще за жінок володіють азербайджанською, адже вони більше бувають за межами села. Жінки вивчають азербайджанську переважно під час навчання в школі, а також пасивно через радіо та телебачення.
Таким чином, серед жителів селища Хиналиг склалася стійка двомовність, хіналузька й азербайджанська мови нормально співіснують між собою, при цьому кожна з них має свою сферу використання. Двомовність, певною мірою, зберігається й серед хіналузців, що живуть за межами рідного села. У хіналузких сім'ях, що поїхали із села, часто продовжують користуватися рідною мовою вдома і в спілкуванні між собою. У спілкуванні ж зі сторонніми людьми хіналузці послуговуються азербайджанською мовою. Діти використовують переважно азербайджанську, основну мову оточуючого населення.
За даними перепису населення Азербайджану 2009 року, 97,4 % хіналузців володіли хіналузькою мовою і 99,9 % азербайджанською. Що стосується російської мови, державної мови колишнього Радянського Союзу, то нею володіло лише 0,9 % громади. Це переважно чоловіки середнього віку, які служили в радянській армії або їздили на заробітки до Росії. Після здобуття Азербайджаном незалежності у 1991 році люди втратили мотивацію до вивчення російської. Її знання є корисним лише при прослуховуванні російського радіо й перегляді російських телепередач.

## Релігія

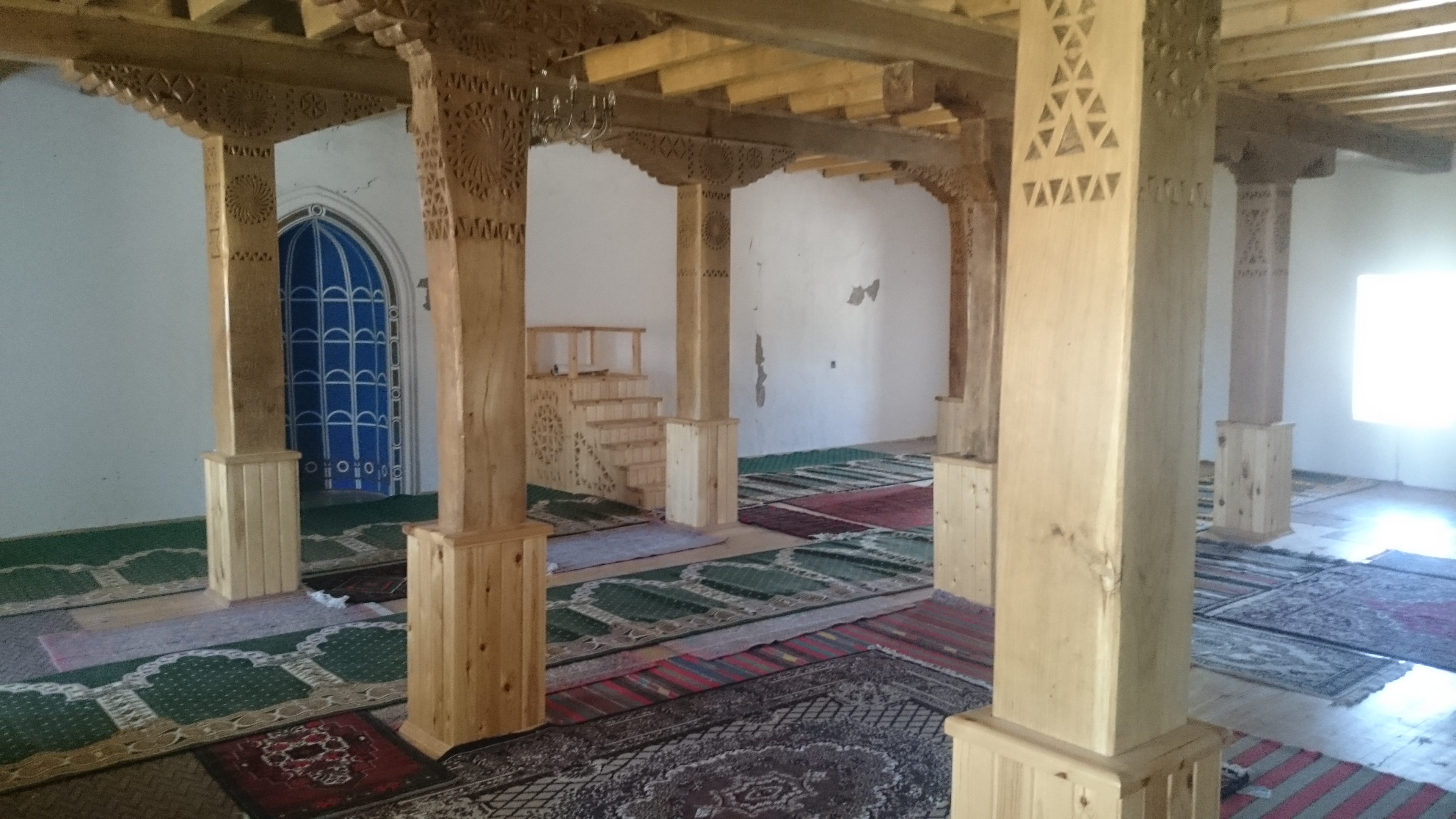
Інтер'єр мечеті Абу Мусліма

За віросповіданням хіналузці є мусульманами-сунітами. У радянські часи люди таємно молилися вдома, тепер вони можуть робити це відкрито. Релігія відіграє важливу роль у їх повсякденному житті. У селищі є мечеть, сорок або й більше чоловіків щоп'ятниці приходять сюди молитися. Мулла промовляє молитви арабською мовою, з поясненнями хіналузькою. Інші церемонії в мечеті не проводяться. Жінки до мечеті не ходять, вони моляться вдома.
Мулла може приходити і читати молитви в кожному домі. Крім того, він має в селі ще цілий ряд інших обов'язків. Він бере участь в організації шлюбів, весіль, похорон. Іноді люди просто приходять до нього за порадою.
Головна мечеть, розташована на узвишші в центрі села. Як вважають, вона була збудована ще у XII ст. Мечеть носить ім'я Абу Мусліма (азерб. Əbu Müslim), який прославився серед мусульман краю своєю праведністю. Колись в селі діяло ще декілька мечетей, але тепер вони закриті.
Іслам на територію сучасного Азербайджану принесли у VIII ст. арабські завойовники, але у високогірний Хиналиг він дістався пізніше. Раніше ж хіналузці були вогнепоклонниками. І досі вони зберігають пережитки язичницьких вірувань і обрядів, зокрема, культ вогню, обряди викликання дощу і сонця. Вогонь тут є предметом особливого шанування. За 5 км на північ від Хиналигу є місце виходу природного газу, яке зветься Аташгяг (азерб. Atəşgah, буквально «храм вогню»). Це священне місце хіналузців, воно ревно шанується місцевими жителями, які називають його ЧӀаь йувур джигаь («місце, де горить вогонь»).

## Історія
Хіналузці вважаються потомками населення Кавказької Албанії, яка припинила своє існування в VIII ст. Вірменський історик V ст. Фавстос Бузанд, гаданий автор «Історії Вірменії», у зв'язку з подіями початку IV ст., наводить великий перелік племен північно-східної Албанії. Є в цьому списку й плем'я гат, в назві якого азербайджанський етнолог Г. Гейбуллаєв убачає давньовірменську передачу хіналузького етноніму khət. Тобто ці гати могли бути предками сучасних хіналузців. Римський історик I ст. після Р. Х. Пліній Старший згадує на Кавказі плем'я кет, але неясно, чи має воно стосунок до сучасних хіналузців. В усній пам'яті хіналузців зберігся переказ про те, що їхні предки понад тисячу років тому прийшли на нинішнє місце з якогось міста Хено, що було зруйноване землетрусом. Це легендарне місто Хено вони розташовують біля гори Туфандаг. Гейбуллаєв зіставляє назву цього міста з назвою середньовічного албанського округу Хені, що згадується у вірменських джерелах VIII ст.
640 року Кавказька Албанія була підкорена Арабським халіфатом, серед місцевого населення поширюється іслам. У 736—1225 рр. на території південного Дагестану і північно-східного Дагестану існував Дербентський емірат, згодом захоплений володарями Ширвану (861—1538), іншої середньовічної держави на території сучасного Азербайджану.
У XIII ст. арабський географ Якут аль-Хамаві вперше згадує топонім Хіналук. Надалі Хиналиг щезає із писемних джерел аж до XVIII ст., але наявність навколо села восьми кладовищ, загальна площа яких у декілька разів більша за саме село, свідчить, що воно мало давню й багату історію, хоча й невідому широкому загалу.
У середині XVI століття Ширван був підкорений Сефевідською Персією.
З кінця XVIII століття Хиналиг входив до складу Кубинського (Губинського ханства (азерб. Quba xanlığı, 1680—1810), яке спочатку було підвладне правителям Ірану, а з 1747 року стало незалежним. Кубинське ханство поділялося на 10 районів, або магалів (азерб. mahal). Центром одного з них був Хиналиг.
1806 року ханство було приєднане до Росії. Хіналуг, разом з азербайджанським селом Калей-Худад, утворював Хіналузьке сільське товариство в складі Кубинської дільниці Кубинського повіту Бакинської губернії. З 1920 року в складі Азербайджанської РСР.
У радянські часи спосіб життя хіналузців суттєво змінився. 1926 року була відкрита перша початкова школа. Згодом вона була розширена, а в 1973 році набула статусу середньої. 1934 року в Хинализі був створений колгосп, люди мусили здати свою худобу до колективного господарства (1964 року він був реорганізований в радгосп). Заможні люди були репресовані. 1956 року в селі відкрився медичний центр, 1965 року в Хиналиг була проведена телефонна лінія, а 1967 року відкрилось поштове відділення. Того ж 1967 року сільські хати від генератора були під'єднані до електрики, а в 1985-86 р. в Хиналиг прийшло телебачення. Але найбільш значущою подією за часи радянської влади для хинализьців стала побудова шосе, яке 1968 р. пов'язало їхній аул з Губою. У 1988—94 рр. було збудовано нову дорогу до районного центру, а 2006 року вона була розширена й отримала тверде покриття.
Після розпаду Радянського Союзу в 1991 році Азербайджан став незалежною державою. Колгоспне й радгоспне майно було приватизоване і місцеві жителі отримали змогу повернутися до традиційного способу життя. 2015 року в Хиналиг прийшов швидкісний Інтернет.

## Культура
Головним багатством району проживання хіналузьців є чудові гірські пасовища й сіножаті. Тому й не дивно, що основним традиційним заняттям народу є відгінне скотарство, переважно вівчарство, адже для нього тут є відмінна кормова база. Деякі з місцевих жителів мають у своєму господарстві понад 300 овець. Розводять переважно овець лезгинської породи. Покупці з міста Губа спеціально приїздять в Хиналиг купувати вівці. У червні—вересні худобу тримають на гірських пасовищах навколо Хиналигу, а на зиму переганяють її на рівнину. Разом із худобою гори залишає й значна частина дорослих чоловіків. В селі лишаються жінки, літні люди та діти. Деякі з хіналузців мають другу хату на рівнині або поблизу міста Куба, дехто з літніх людей зазвичай проводить тут всю зиму з родичами.

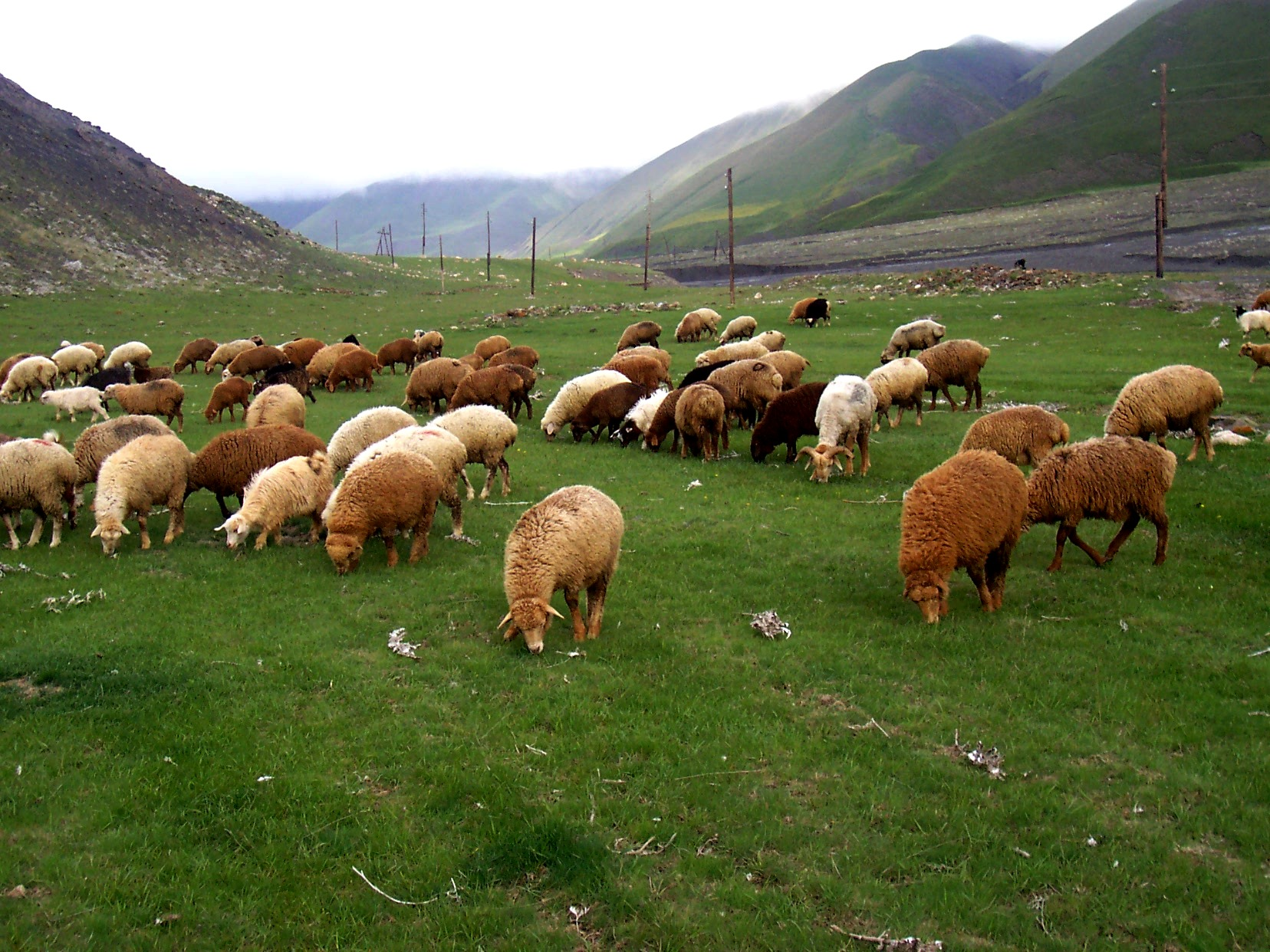
Вівці — основа місцевого господарства

Крім овець, тримають корів, кіз і коней. Місцеві корови невисокі на зріст.
Землеробство в Хинализі завжди виконувало другорядну роль. Для посівів влаштовують тераси на гірських схилах. Сіяли ячмінь, жито, сочевицю, у 1930-ті роки стали вирощувати капусту й картоплю. Рівних земельних ділянок тут бракує. Через це використання машин і вдосконалених знарядь праці є проблематичним. Частину хлібу зазвичай купують в землеробських районах Азербайджану.
Із домашніх ремесел поширені виготовлення шерстяних тканин (шал), в'язаних шерстяних панчіх і шкарпеток (джораб), одноколірних повстин (кече), мотузок з козячої шерсті. У минулому, коли одяг виготовляли ще самі, ткали для нього цупку доморобну тканину. Надзвичайно поширеним місцевим виробом у Хінализі є шкарпетки, які бувають різного розміру, від гольфів до тапочок. Це справжні вироби мистецтва, схожі на міні-килими, прикрашені яскравою різнобарвною вишивкою, переважно із зображенням тварин. Раніше хіналузці також самі ткали килими з довгим ворсом, хіналузькою вони звуться «бци».
Чоловічими заняттями в галузі скотарства є випас, доїння і стриження овець, заготівля кормів. Жінки доять корів, доглядають за молодняком, готують молочні продукти. Землеробськими роботами займаються майже суто чоловіки, жінки беруть участь лише у молотьбі.
Частина хіналузців перебуває на заробітках у Губі та інших містах Азербайджану.

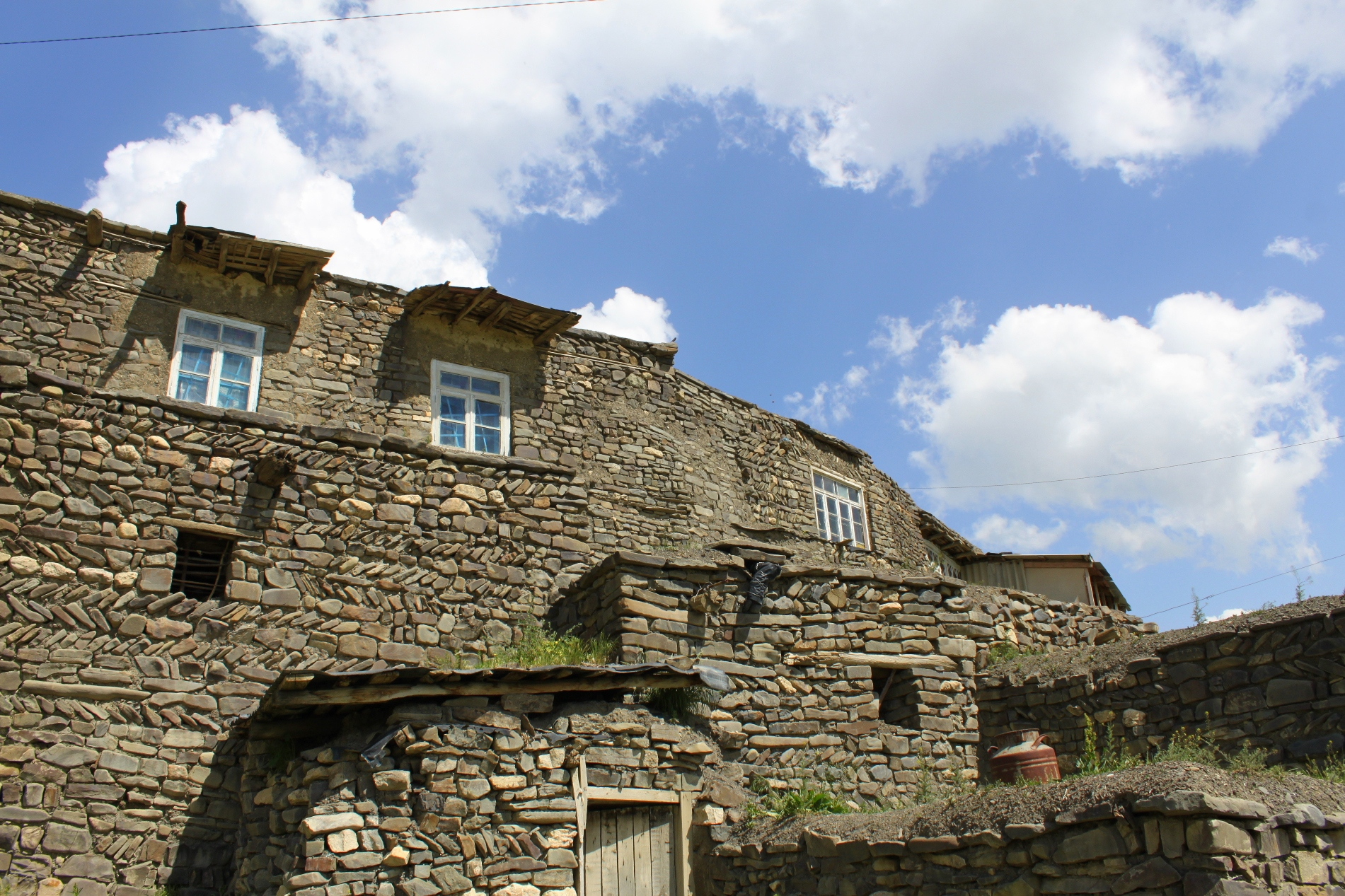
Хинализькі будинки

Хиналиг є типовим гірським селом зі щільною забудовою. Воно стоїть на крутих схилах, тому будинки розташовуються уступами один над одним. Село значною мірою зберігає свою традиційну архітектуру, є багато будинків, які стоять вже по 200—300 років, а то й більше.
Стіни хіналузького будинку муровані з каменю на глиняному розчині, дерев'яним є лише сволок. Через гірський рельєф будівля з фасаду є двоповерховою, а з боку гори — одноповерховою. Ставлять будинки «терасами», вони мають плоский земляний дах і, таким чином, дах будинку однієї сім'ї водночас є подвір'ям для іншої, що живе вище. Дах ретельно закотковують, щоб не протікав, по ньому можуть вільно ходити люди і тварини. На таких подвір'ях влаштовують навіть невеличкі городи.
Будинки стоять тісно один до одного, лишаються лише вузькі проходи, якими іноді не може пройти навіть в'ючна тварина. Вулиць немає. Зі стежки легко можна переступити на дах будь-якого будинку. Земляну долівку в хаті традиційно обмазували глиною, в радянські часи стали влаштовувати дерев'яну підлогу. Стіни обмазують глиною і білять із середини.
Перший поверх призначається для тримання худоби і господарських потреб. Другий поверх житловий, має 2—3 кімнати, серед них і кімната для гостей (кунацька). Вікна виходять на фасад будинку. Іноді на другому поверсі є ще другий ряд приміщень, які використовуються як комори або сінники. На другий поверх зазвичай ведуть сходи, прибудовані з фасаду або з торця будинку.
Житлове приміщення мало відкрите вогнище (тунор, тандир, тендир), розташоване в спеціальній ямі в земляній долівці. Над ним у стелі робили круглий світло-димовий отвір, який забезпечував водночас і вихід для диму, і освітлення приміщення. Тендир використовується для випічки хлібу, а ще він рятує людей від холоду. В холодні зимові ночі хіналузці гріються біля своїх тендирів, накидаючи при цьому на себе ковдри, кожухи, килими, бурки. Для обігріву використовують також металеві грубки і каміни.
Топлять кізяками. Іншого палива тут немає, адже ліси і дерева на такій висоті не ростуть. Тому місцеві жителі збирають коров'ячі кізяки, ліплять з них «коржі» і кидають у піч. Хоча таке паливо й не дає багато вогню, воно довго жевріє й дає багато тепла.
Ще з кізяків у Хинализі роблять «цеглу», яку використовують як будівельний матеріал. Гній перемішують із соломою і наповнюють цією сумішшю спеціальні форми; тоді висушують цеглини під сонцем.
Під стелею хіналузької хати вздовж однієї або декількох стін тягнеться полиця (реф), не ній розставляють нарядний посуд, переважно мідний. Біля входу в кімнату стоять дерев'яні або плетені із хмизу засіки (кунда, кенді, амбар) для зерна і борошна. В стінах влаштовані ніші різного розміру, на день туди складають постіль (ковдри, подушки, матраци, паласи, килими), а ще зберігають посуд та інші домашні речі. Головним багатством дому є килими, ними завішані стіни, ними вкрита підлога. Меблів у хаті немає, сидіти й спати тут прийнято на підлозі.
У радянські часи в селищі з'явилися сучасніші будівлі: школа, магазини, адміністративні будинки.
Хиналиг поділяється на квартали, кожен хіналузький рід мав у селищі власний квартал. Крім того, роди мають власні кладовища, власні яйлаги (літні високогірні пасовища). Право власності на пасовища має велике значення в житті громади. У минулому його порушення могло привести до вбивства людини і навіть спровокувати кровну помсту між родами.
Хіналузцям притаманні повага до старших, гостинність, привітність і взаємна допомога.
У минулому хіналузці суворо дотримувались традицій ендогамії, вибір подружжя обмежувався власним селом. Перевагу мали кузенні шлюби. До шлюбу ставали за волею батьків. За наречену сплачували викуп худобою (баранами), рисом, рідше — грошима. Весілля тривало 6—7 днів. Зазвичай справляли його влітку, адже з осені й до весни більшість чоловіків вирушала з худобою на зимові пасовища. Влаштовували бенкет, проводили змагання зі стрільби, джигітування, боротьби. Після весілля наречена переходила жити до свого чоловіка. Три дні молода дружина не могла виходити із хати, тоді, після виконання обряду урочистої ходи по воду, ця заборона знімалася. Ця подія відзначалася в колі родичів. Були заведені звичаї уникання, коли протягом 2—3 років невістка не розмовляла зі свекром, старшими братами чоловіка, його дядьками за чоловічою лінією; зі свекрухою термін уникання був коротшим.
У радянські часи процедура вкладання шлюбу значно спростилася і скоротилася. Перестали дотримуватись ендогамії. Жінка юридично й фактично стала рівноправною з чоловіком. Дівчата зазвичай виходять заміж у віці близько 16 років. Хлопці можуть одружуватись пізніше, іноді коли їм вже близько 30. Хіналузькі сім'ї практикують обмін нареченими із жителями сіл Джек (азерб. Cek) і Криз (азерб. Qrız), деяких інших сусідніх сіл, але більшість дівчат виходить заміж за односельчан.
Традиційний чоловічий костюм хіналузців схожий на азербайджанський, жіночий є оригінальнішим. Специфічним є жіночий головний убір, що складається з п'яти хусток різного розміру і кольору (обов'язковими були білий і червоний кольори). Старий костюм горянок складався із сукняних штанів, бязевої сорочки, поверх якої вдягали короткий архалиг із чорної бавовняної тканини, спереду зав'язували фартух (габаглик), на голову вдягали чухту і шаль. Старовинний святковий одяг складався із шовкової спідниці й оксамитового архалига, його щедро доповнювали різними прикрасами (срібними монетами, намистом тощо). Тепер хіналузьці носять сучасний одяг.
Основу харчування хіналузців становлять молочні продукти: сир (з коров'ячого й овечого молока), молоко, кисляк (мацон). Хліб (квасний і прісний) випікали із суміші ячного і пшеничного борошна. Повсякденна їжа проста, це може бути хліб, локшина, хашил (каша з пшеничної крупи), інші страви з круп та борошна, твердий сир, яйця, овочі, солодкий чай. У їжу додають багато дикорослих трав. М'ясо буває тільки на свята. Святковими стравами є відварене м'ясо і плов з рису та квасолі. Місцеві м'ясні страви подібні до азербайджанських, але в їх приготуванні є певні відмінності. Скажімо, кебаб готують без шомполів, прямо на золі. Традиційні напої: шербет (вода з медом), чай з дикорослих трав.

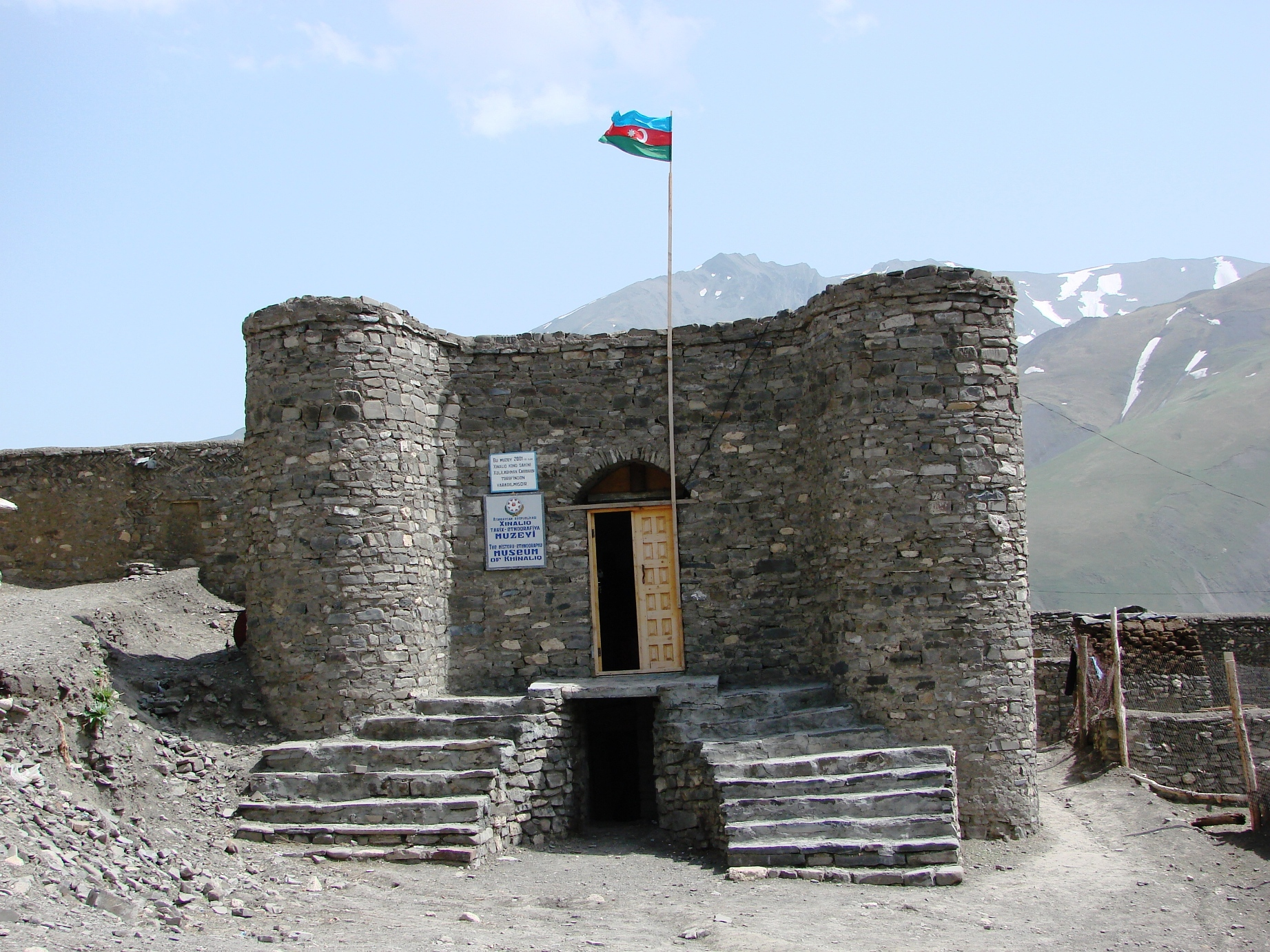
Будівля музею в Хинализі

Бозартму заготовлюють улітку на всю зиму. Роблять це особливим способом. М'ясо (баранину) нарізають тонким шаром, солять і вивішують на мотузках сушитись. Готові шматки мають бурий колір, зовні схожі на брудне ганчір'я. Таке м'ясо дуже солоне, воно довго не псується. За продуктами хіналузці їздять до Губи, купують там цукор, сіль, рис, цукерки тощо.
У Хинализі діє середня школа, сучасна її будівля постала в 1987 році. Вчителі місцеві, більшість із них має вищу освіту. Щоб отримали вищу освіту, випускники хинализької школи їдуть до Баку або Гянджі. Двоє етнічних хіналузців є членами Національної академії наук Азербайджану.
Фольклор хіналузців азербайджанською мовою. Відзначають мусульманські календарні свята, шанують святі місця, які називають пірами. На кожному пірі є могила, в якій покоїться місцевий святий.
Досі в селі Хиналиг не проводили археологічних розкопів, але це справжній музей просто неба. 19 грудня 2007 року розпорядженням Президента Азербайджанської Республіки історична територія села Хиналиг була оголошена Державним історико-архітектурним і етнографічним заповідником «Хиналиг». При прийнятті цього рішення враховувалось, що село має давню історію, своєрідне географічне розташування і унікальне архітектурне обличчя. Тут розташовані храм Вогнепоклонників, гробниця Хидира Небі, мечеті Шейха Шалбуза, Абу Мусліма часів середньовіччя, печери й численні недосліджені археологічні пам'ятки.
У Хинализі є власний музей, у якому виставлений національний одяг, посуд, різноманітні побутові предмети.